# Richard Dunkel
Richard Dunkel (* 24. August 1869 in Bremen; † 6. Mai 1939 in Huchting) war ein Bremer Kaufmann und Politiker (DDP).

## Biografie
Dunkel war der Sohn eines Bauunternehmers in Bremen und der Neffe des Architekten Albert Dunkel. Er besuchte das Gymnasium in Bremen. Nach einer kaufmännischen Lehre wirkte er von 1892 bis 1899 in Rangun in Burma bei einer Reisefirma. 1899 wurde er Mitarbeiter und Geschäftsführer der Centralverwaltung von Gas-, Wasser- und Elekktrizitätswerken GmbH in Bremen.
Von 1912 bis 1918 war er für die Kaufmannsklasse  Mitglied der Bremer Bürgerschaft.
1918 trat er in die liberale Deutsche Demokratische Partei (DDP) ein und wurde am 9. März 1919 zum Mitglied der verfassungsgebenden Bremer Nationalversammlung und am 6. Juli 1920 in die Bremische Bürgerschaft gewählt. Er war Präsident der Nationalversammlung und bis 1930 Präsident der Bürgerschaft. Als Bürgerschaftspräsident hatte er hohes Ansehen auch bei den oppositionellen Parteien. In den 1930er Jahren zog er sich aus der Politik zurück und widmete sich seinen beruflichen Aufgaben in der Centralverwaltung von Gas-, Wasser- und Elektrizitätsversorgungen. 
Er bewohnte seit 1909 seine Dunkel-Villa in Huchting, An der Höhpost 9, mit einem 1,5 ha großen Park.

## Ehrungen
Die Richard-Dunkel-Straße in der Neustadt von Bremen ist nach ihm benannt.